# Paradiesnüsse
Der Name Paradiesnuss oder Sapucaianuss wird für eine Reihe von Arten der Gattung Lecythis verwandt, die im nördlichen Südamerika vorkommen. Die Monografie von Mori und Prance beschreibt 26 Lecythis-Arten, die zusammen mit der Paranuss (Bertholletia excelsa, einzige Art der Gattung Bertholletia) und acht weiteren Gattungen die neotropische Unterfamilie der Lecythidioideae in der Familie der Topffruchtbaumgewächse (Lecythidaceae) bildet.

## Beschreibung
Diese immergrünen oder laubabwerfende Bäume erreichen Wuchshöhen über 40 Meter, wobei der gerade, astfreie Stamm rund 20 Meter betragen kann bei einem Durchmesser von bis zu zwei Metern. Meist ist der Stammdurchmesser nicht ganz gleichmäßig. Das Kernholz ist leicht bis kräftig lachsfarben, das Splintholz cremig-gelb. Es hat keinen speziellen Geruch oder Geschmack. Die wechselständigen Laubblätter sind einfach und gestielt. Die Blüten mit doppelter Blütenhülle sind zwittrig und sechszählig. Sie haben bis zu 1000 Staubblättern, fertile und umgewandelte, teils nektarproduzierende Staubblätter und Staminodien. Die fertilen sind in einem Ring um den Fruchtknoten angeordnet und die umgewandelten, teils nektarproduzierenden und/oder teils auch Staminodien auf der einen Seite in einem Hut oder Haube, der/die sich über das Gynoeceum legt, angeordnet. Der Fruchtknoten ist halbunterständig bis unterständig.
Die holzigen Kapselfrüchte „Nüsse“ der Lecythis-Arten unterscheiden sich stark in der Größe, ähneln sich aber in ihrem Aufbau. Sie stellen merkwürdig geformte mit einem Deckel versehene Krüge dar; Deckelkapseln, darum auch die botanische Bezeichnung „Pyxidium“ von dem griechischen Wort pyxis für Krug. Bei der Reife fallen die Deckel ab und entlassen die Samen, die Paranüssen ähneln, jedoch dünnere Schalen haben und – bei einigen Arten – sehr viel größer sind als diese. Im Gegensatz dazu sind Paranussfrüchte fast rund und geschlossen, mit einem warzenähnlichen Auswuchs als evolutionäre Erinnerung an die ursprüngliche Öffnung. Sie fallen bei der Reife mit den Samen im Inneren ganz vom Baum. Die Samen haben oft einen fleischigen Arillus.
Lecythis-Samen sind sehr ölreich (bis 75 %) und sollen einen besseren Geschmack haben als Paranüsse.

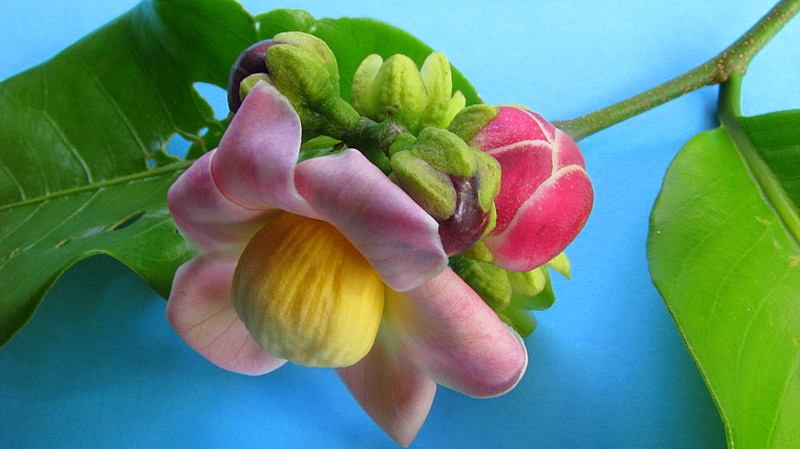
Blüte von Lecythis ibiriba

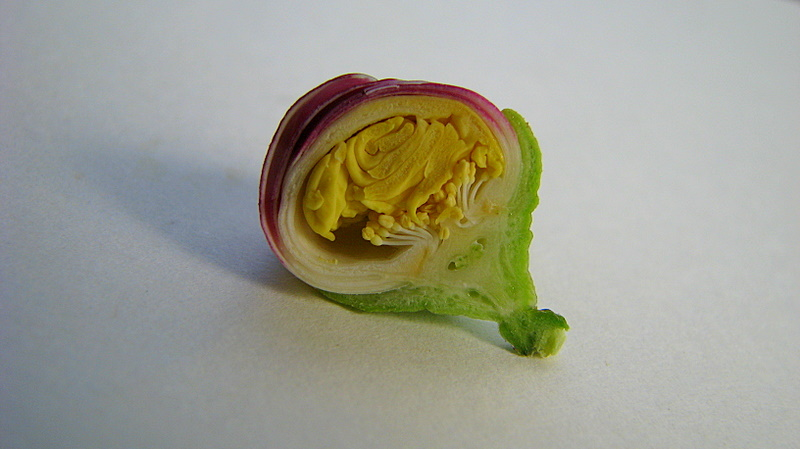
Schnitt durch die Blüte von Lecythis ibiriba

## Arten
Folgende Arten gehören zur Gattung Lecythis (Auswahl):
- Lecythis chartacea O. Berg: Sie ist im nördlichen Südamerika beheimatet.[6]
- Lecythis corrugata Poit.: Sie kommt in zwei Unterarten vom nördlichen Südamerika bis ins nördliche Brasilien vor.[6]
- Lecythis ibiriba (Miers) N.P.Sm., S.A.Mori & A.V.Popovkin (Syn.: Chytroma ibiriba Miers): Sie kommt im nordöstlichen Brasilien vor.[6]
- Lecythis lanceolata Poir.; sie kommt nur in Brasilien vor.[6]
- Lecythis minor Jacq.; sie kommt in Panama, Venezuela und Kolumbien vor.[6]
- Lecythis ollaria L.; sie kommt nur in Venezuela vor.[6]
- Lecythis pisonis Cambess.; sie kommt nur in Brasilien und Peru vor.[6]
- Lecythis tuyrana Pittier; sie kommt nur im östlichen Panama, in Kolumbien und im nördlichen Ecuador vor.[6]
- Lecythis zabucajo Aubl.; sie kommt im tropischen Südamerika vor.[6]

## Nutzung
Der Anbau von Lecythis-Arten wurde oft empfohlen, war aber selten erfolgreich, hauptsächlich wegen der Schwierigkeit, die Nüsse vor tierischen Fraßfeinden zu schützen.
Außerdem wird das Holz für Gleisschwellen, Schiffskiele und Böden verwendet.
Derzeit werden vor allem Lecythis pisonis und Lecythis zabucajo wirtschaftlich genutzt.

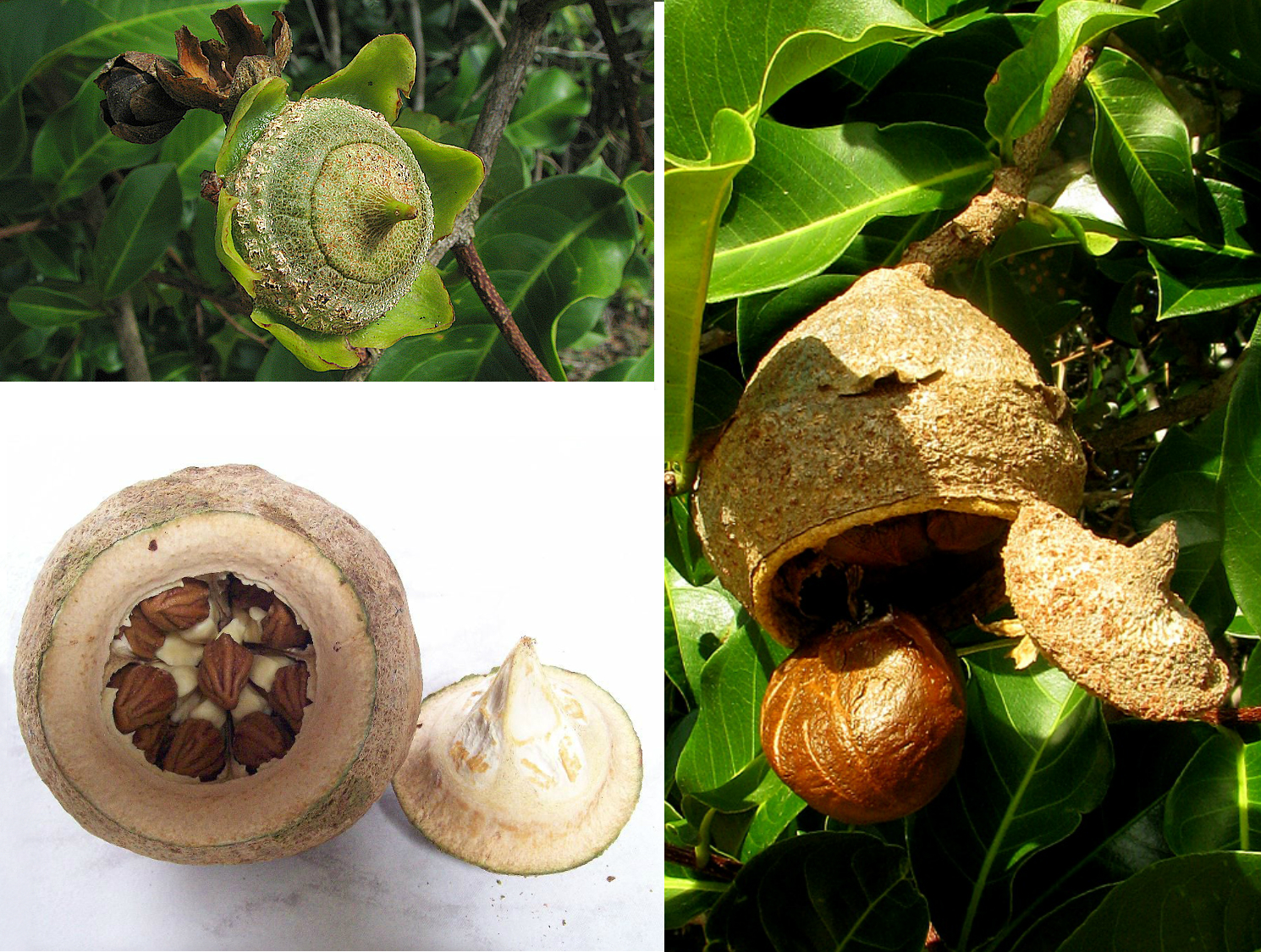
Lecythis Kapselfrucht „Nuss“

## Selen-Akkumulation
Viele, wenn nicht alle Lecythis-Arten teilen sich mit der Paranuss eine interessante Eigenschaft. Sie sind sogenannte Selen-Akkumulatoren, d. h., sie nehmen das schwefelähnliche Element Selen aus dem Boden auf und reichern es in den Samen an. Sie können auf entsprechenden Böden erstaunlich hohe Selenkonzentrationen erreichen, weshalb ein zu reichlicher Verzehr der Nüsse zu Selenvergiftungen führen kann.
Andererseits können Paradiesnüsse nach Verarbeitung als diätetische Selen-Quelle verwendet werden, denn Selen ist in der richtigen Menge ein wichtiges Spurenelement, das für die menschliche und tierische Gesundheit unerlässlich ist.